# 카스틸리오니궁
카스틸리오니궁(이탈리아어: Palazzo Castiglioni)은 이탈리아 북부 밀라노에 위치한 아르누보 양식의 궁전이다. 이탈리아 건축가 주세페 소마루가가 리베르티 양식 (이탈리아풍 아르누보)으로 설계하였으며 1901년~1903년에 건설되었다. 최하단층의 건목치기로 된 석재블록은 자연스러운 바위 형태를 모방하였으며, 나머지 장식은 18세기의 스투코에서 영감을 얻었다. 오늘날 밀라노 상공회의소 (Unione Commercianti di Milano)의 본사로 사용되고 있다.

## 역사
이탈리아 기업가 에르멘질도 카스틸리오니 (Ermengildo Castiglioni)의 의뢰로 지어진 건물로서 명칭도 그의 이름에서 유래하였다. 자신의 부와 위엄이 반영된 건물을 바랐던 카스틸리오니는 기존에 없던 새로운 설계안을 제시한 건축가 주세페 소마루가를 택했다. 밀라노의 고풍스럽고 오래된 중심가에 당시로서는 새롭게 유행하던 리베르티 양식의 대저택을 짓기로 한 것은 카스틸리오니와 소마루가가 밀라노의 보수적인 엘리트층에게 일종의 도전장을 내밀고자 한 의도이기도 했다.
소마루가의 설계에서 가장 도발적인 요소는 에르네스토 바차로가 만든 정면부의 여자 누드 조각상이었다. 이들 두 조각상은 각각 '평화'와 '산업'을 상징하는 것이었지만 당시 큰 논란을 일으켰으며, 밀라노 지역지 〈구에린 메스키노〉(Guerin Meschino)는 이를 풍자한 삽화를 게재하는가 하면, 밀라노 시민들은 카스틸리오니궁을 가리켜 '카 디 차프' (Cà di ciapp, 롬바르디아어로 '엉덩이 저택')라 조롱하였다. 결국 이들 조각상은 철거되어, 소마루가가 설계한 미켈란젤로 부오나로티길 48번지의 로메오 파카노니 별장의 장식으로 사용되고 있다.
제2차 세계 대전이 끝난 1945년~1946년에는 미군이 이곳을 접수하여 가구를 파괴하고 난방용 땔감으로 사용하였다. 이 때문에 건설 당시의 요소 가운데 장식과 외관, 철제 구조물, 램프만 현재까지 전해지고 있다. 1957년 3월 5일에는 보자르 협회의 보존 건축물로 지정되었다.
1967년 카스틸리오니 가문은 과다한 유지관리 비용과 더불어 밀라노 지하철 건설로 세금 부담이 늘었다는 이유로 이 건물을 상공회의소에 매각하였다. 당시 건축가 에우제니오 게를리와 공학자 조르조 케페르 (Giorgo Keffer)가 이 건물을 사무용 건물로 바꾸는 리모델링 계획에 참여하였다. 이 과정에서 입구와 계단, 1층의 대형실 몇 곳, 건물 정면부와 마리나길 방면의 부속건물은 그대로 보존하고 나머지 부분은 비웠다. 여기에 정원 아래에 강당을 신설하고 마리나길의 부속건물 옆에 새로운 건물을 지었다. 당시 아르누보 전문가 로사나 보살리아 (Rossana Bossaglia)의 주도로 건물 리모델링에 반대하는 동시에 아르누보 박물관으로 활용해야 한다는 목소리가 있었으나, 상공회의소 측에서 건물을 방치하겠다고 대응하는 바람에 시 당국으로부터 리모델링 승인을 받게 되었다.